# Flex Mentallo
Flex Mentallo è un personaggio dei fumetti Doom Patrol di Grant Morrison e Frank Quitely.

## I capitoli
Flex Mentallo è suddiviso in quattro capitoli, che rappresentano in ordine la Golden Age, la Silver Age, la Dark Age e il futuro. Ogni capitolo rispecchia i toni delle rispettive ere del fumetto.
Capitolo 1, Golden Age: il tono è scanzonato e troviamo un ottimismo idealistico classico nelle storie della Golden Age. L'atteggiamento di Mentallo è fiducioso e ottimista.
Capitolo 2, Silver Age: la storia vira sulla fantascienza, tema molto utilizzato in quegli anni.
Capitolo 3, Dark Age: le atmosfere diventano oscure e i toni si fanno rudi. Le bombe de Il Fatto vengono sostituite da una minaccia nucleare, Mentallo entra in un locale fetish ecc.
Capitolo 4, il futuro: l'abbandono del realismo eccessivo, il ritorno del supereroe nella sua forma più pura e originale.

## Edizioni
Il fumetto Flex Mentallo è stato pubblicato in Italia dalla Magic Press e ristampato nel 2012 da RW Edizioni.
L'episodio di Doom Patrol in cui il personaggio fa la sua prima apparizione in assoluto è stato pubblicato in Italia nel 2012.